# Mystère briançonnais
Les Mystères briançonnais sont des œuvres théâtrales, écrites en Occitan qui étaient représentées dans certains villages du Briançonnais.

## Les Mystères
On nommait Mystères, au Moyen Âge, des pièces de théâtre qui mettaient en scène des épisodes de la Bible ou des légendes associées à la vie des saints. Ils prirent vraisemblablement naissance au XIIIe siècle et certains furent joués jusqu'au XVIIIe siècle.
Un grand nombre de mystères en vieux français ont été recensés, mais les mystères en Occitan qui ont été conservés sont rares. Le théâtre en langue occitanne fut florissant dès le XIVe siècle, car nombreux sont les textes qui mentionnent la représentation d'un mystère ou d'une moralité que l'on jouait à Arles, à Avignon, à Grenoble ou à Montpellier.

## Les textes conservés des Mystères briançonnais
Les textes des mystères briançonnais, qui sont parvenus jusqu'à nous, sont au nombre de cinq. Le texte de chacun est complet.

### Le Mystère de Saint Pons
Il a été découvert en juillet 1865, par monsieur Bing, archiviste des Hautes-Alpes dans les archives communales de Puy-Saint-Pierre. Il a été déposé aux archives des Hautes-Alpes en mars 1883.

### Le Mystère de Saint Pierre et Saint Paul
Il a été découvert en juillet 1865, par monsieur Bing, archiviste des Hautes-Alpes dans les archives communales de Puy-Saint-Pierre. Il a été déposé aux archives des Hautes-Alpes en mars 1883.

### Le Mystère de Saint André
Il a été découvert en juillet 1878, par l'abbé Fazy, curé de Saint-Chaffrey dans les archives communales de Puy-Saint-André.

### Le Mystère de Saint Eustache
Il a été découvert le 29 juin 1881, par l'abbé Paul Guillaume, dans les archives communales de Puy-Saint-André. Il renferme 3000 vers, et des indications de jeu en latin, et sa mise en scène nécessite de représenter 60 personnages.
Il fut représenté en 1504, sous la direction de Ber. Chancel qui était chapelain de Puy-Saint-André.

### Le Mystère de Saint Antoine de Viennois
Il a été découvert en octobre 1881,  par l'abbé Paul Guillaume, dans les archives communales de Névache. "Le Mystère de Saint Antoine de Viennois" ou "Historia Sancti Anthonii de Viennès" nous est parvenu sous la forme d'une copie manuscrite, datée de 1503, composée de 122 feuillets de papier qui furent protégés par le testament en parchemin dans lequel ils étaient emballés.
Il est composé de 4500 vers, dont certains sont des variantes, et sa mise en scène nécessite 85 personnages. Les corrections qui furent apportées au manuscrit permettent de déduire que le mystère fut représenté au moins trois fois au cours du XVIe siècle.
Le culte de Saint Antoine Ermite fut, de tout temps, très populaire à Névache où la principale chapelle paroissiale, qui servait d'église en hiver, car elle était plus facile à chauffer lui est dédiée. Au XVIe siècle, il y existait un hospice, ou auberge pour les voyageurs, dite "Hospitale Sancti Anthonii" qui appartenait à l'ordre des chanoines réguliers de Saint-Antoine-en-Viennois.

## Les représentations des Mystères briançonnais
Trois témoins ont rapporté des informations relatives à la représentation des Mystères briançonnais :
- L'avocat Nicolas Froment rapportait, que vers 1639, « On représentait la Passion au cimetière de Briançon, que le peuple était effrayé d'entendre les véritables démons répondre aux airs de ceux de l'Enfer figuré ».

- Le curé Albert, de Chantemerle, décrivait en 1783, « l'usage de composer des vers en langue vulgaire, et de représenter sur les théâtres, les mystères de la religion et les vies des saints. Cet usage avoit commencé en Provence, et devoit son origine à une troupe ambulante qu'on nommé(sic) les troubadours, qui débitoit des vers d'un côté et d'autre, en langue provençale. Il s'étendit dans plusieurs provinces et à Paris, et devint si commun dans le Briançonnais que le moindre village donnoit par intervalles une représentation; ce qui se pratique encore dans les vallées de là des monts ».

- Louis des Ambrois de Névache rapportait, vers 1872, "on a continué jusqu'à notre temps à représenter des drames religieux. C'étaient des pièces en vieux français que l'on allait modernisant, lesquelles duraient ordinairement trois jours. Elles mettaient le plus souvent en action les tourments de la mort d'un ou de plusieurs martyrs. Le nombre des acteurs était immense. Empereurs, Magistrats Romains, Évêques Chrétiens, hommes et femmes de tous les états, anges et diables, âmes qui allaient au ciel ou en enfer : tout y figurait. Les diables revêtus d'un sac de toile couvert de la mousse noirâtre des vieux mélèzes étaient horribles à voir. Une commune entière se vouait par dévotion à donner ce spectacle".